# Kölsch-Konvention

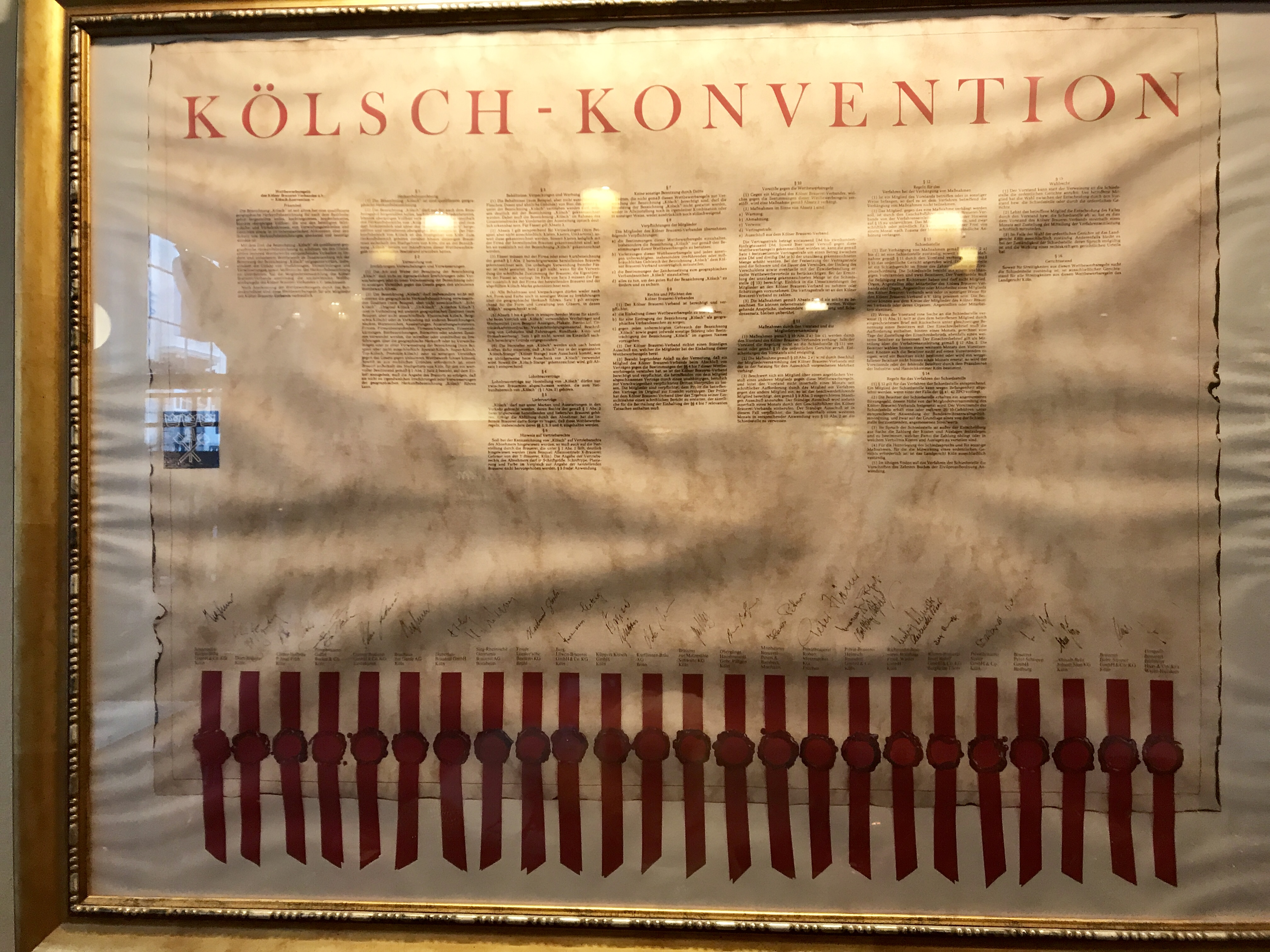
Kölsch-Konvention

Die Kölsch-Konvention regelt verbindlich, welches Bier sich Kölsch nennen darf und welche Wettbewerbsregeln für die im Kölner Brauerei-Verband organisierten Kölschbrauer gelten. Diese Regeln wurden am 31. Mai bzw. 5. Juni 1985 vom Bundeskartellamt genehmigt und daraufhin im Bundesanzeiger veröffentlicht.

## Allgemeines
Braumeister Hans Sion erkannte bereits 1945, dass es einheitlicher Regeln für die Herstellung und den Vertrieb der verschiedenen Kölschmarken bedurfte. Im Verlauf der Zeit erhöhte sich die Anzahl der in der Kölner Region hergestellten Kölschmarken auf 23. Damit gehört Köln zu den deutschlandweit wichtigsten Bierstädten. Sion gilt als Initiator der Kölsch-Konvention. Auslöser für die Vereinheitlichungsinteressen waren allerdings Festlegungen außerhalb von Köln. Bereits im Abkommen zwischen der Bundesrepublik Deutschland und Frankreich vom 8. März 1960 ist in dessen Anlage A Kölsch als eine geographische Herkunftsbezeichnung für deutsches Bier aufgeführt. Zusätzlich sorgten mehrere Gerichtsurteile für Aufmerksamkeit. 
1963 wurde durch das Landgericht Köln festgestellt, dass Kölsch nicht nur auf die Biersorte hinweist, sondern auch auf das Gebiet seiner Herkunft. Dann bestätigte der Bundesgerichtshof im Mai 1970, dass das Wort Kölsch für Bier auch eine Gattungsbezeichnung sei. Er beanstandete auch nicht, dass Kölsch gleichzeitig auch eine geographische Herkunftsbezeichnung sei. Es könne sehr wohl sein, dass eine Herkunftsbezeichnung zugleich auf bestimmte Eigenschaften der betreffenden Ware hinweise. Das mit Kölsch bezeichnete helle obergärige Bier stelle sowohl eine geografische als auch eine Gattungsbezeichnung dar.
Er hielt es jedoch nicht für vertretbar, es als offenkundig zu bezeichnen, dass Kölsch nach Meinung der Verbraucher in der Stadt Köln hergestellt sein müsse. Auch das Oberlandesgericht Köln bestätigte 1980 die geschützte geographische Herkunftsbezeichnung. Bereits 1981 beschloss der Kölner Brauerei-Verband, eine Konvention ausarbeiten zu lassen und setzte die ausformulierte Konvention bei allen Mitgliedern durch. Am 6. März 1986 unterzeichneten die Vorstände der damals 24 Kölsch-Brauereien im Festsaal des Kölner Excelsior Hotel Ernst die Kölsch-Konvention.

## Mitglieder
Die Kölsch-Konvention wurde 1986 von 24 Brauereien unterzeichnet. Davon stellten 2011 noch neun Brauereien Kölsch her. Insgesamt brauen elf Brauereien in Deutschland Kölsch:
- Privat-Brauerei Heinrich Reissdorf
- Privatbrauerei Gaffel Becker & Co
- Cölner Hofbräu Früh
- Brauerei & Brennerei Gebrüder Sünner
- Haus Kölscher Brautradition (gehört zur Radeberger Gruppe, mit Sion-Kölsch, Sester Kölsch, Peters Kölsch, Küppers Kölsch, Gilden-Kölsch und Dom-Kölsch)
- Brauerei zur Malzmühle (Mühlen-Kölsch)
- Brauerei Päffgen
- Brauerei Heller (geschlossen 2024)[9]
- Erzquell-Brauerei Haas & Co. in Wiehl-Bielstein (unter anderem Zunft-Kölsch)
- Privatbrauerei Bischoff in Fischenich-Weilerhof

## Definition von Kölsch
Im Sinne der Konvention ist Kölsch
- ein Vollbier,
- obergärig,
- hell,
- blank, also gefiltert und klar,
- schlank, also hochvergoren, trocken, wenig vollmundig oder malzig,
- hopfenbetont,
- ausschließlich in Köln herzustellen, ausgenommen sind Brauereien außerhalb des Stadtgebiets von Köln, die an der Bezeichnung „Kölsch“ bereits vor Inkrafttreten der Konvention einen wertvollen Besitzstand erworben hatten.

Die Konvention schreibt vor, dass Kölsch blankfiltriert werden muss, weshalb das Aufkommen unfiltrierten Kölschs im Zuge der Ende der 1980er Jahre einsetzenden Renaissance kleiner Gasthausbrauereien mit meist naturtrüben ungefilterten Bieren zunächst für einige Rechtsstreitigkeiten sorgte. Heute muss ein nicht filtriertes Bier nach kölscher Brauart daher ausdrücklich als „unfiltriert“, „hefetrüb“ oder „naturtrüb“ bezeichnet werden. Weitere Zusätze wie „Ur-Kölsch“ oder „Echt Kölsch“ sind den Mitgliedern untersagt.